# 에오신 메틸렌 블루

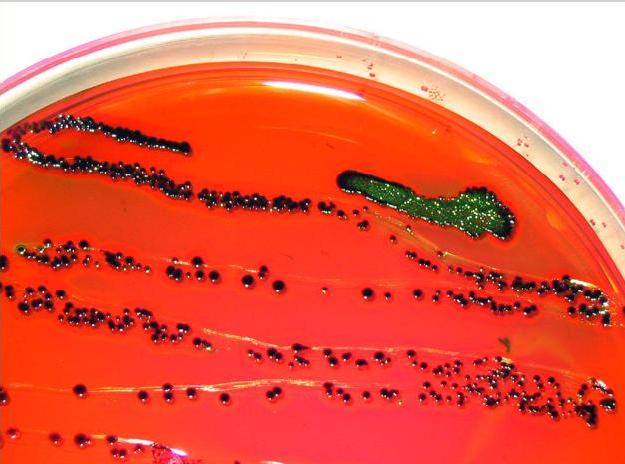
에오신 메틸렌블루 배지에 있는 E. coli

에오신 메틸렌 블루(영어: Eosin methylene blue, EMB)는 그람 음성균에 대한 선택적 염색약이다. EMB에는 그람 양성균에 유독한 염료가 포함되어 있다. EMB는 대장균군에 대한 선택 배지이다. 에오신과 메틸렌블루가 6:1의 비율로 혼합되어 있다. EMB는 감별 미생물 배지로서 그람 양성균의 성장을 억제한다. 대장균과 같이 유당을 발효시키는 유기체와 살모넬라와 같이 그렇지 않은 유기체를 구별하도록 돕는다. 유당을 발효시키는 유기체는 중심부가 어두운 핵이 있는 콜로니가 나타난다.

## 특징
EMB는 단기간에 병원성 미생물을 구별해 의학실험실에서 중요하다. 빠른 유당 발효는 산을 생성하며, 이는 pH를 낮춘다. 이것은 보라색과 검은색으로 염색된 콜로니에 의한 염료 흡수를 촉진한다. 유당 비발효제는 단백질의 탈아미노화에 의해 pH를 증가시킬 수 있다. 이렇게 하면 염료가 흡수되지 않는다. 이때, 콜로니는 무색이다.
EMB에서 E. coli가 성장하면 독특한 금속성 녹색 광택이 나타난다. 이는 염료의 변색 특성, 편모를 사용한 E. coli의 이동 및 발효의 강산성 최종 산물로 인해 나타난다. 시트로박터와 엔테로박터의 일부 종은 EMB에도 이런 방식으로 반응한다.
EMB는 펩톤, 유당, 인산 이칼륨, 에오신 Y, 메틸렌 블루 및 한천 성분을 포함한다. 유당을 포함하지 않는 EMB 한천도 있다.